# Allan Ray
Allan Ray (* 17. Juni 1984 in New York City, New York) ist ein ehemaliger US-amerikanischer Basketballspieler. Er verbrachte seine Laufbahn als Berufsbasketballspieler vorrangig in Italien. In der Spielzeit 2012/13 stand Ray beim deutschen Basketball-Bundesligisten Ratiopharm Ulm unter Vertrag. Für die Boston Celtics bestritt er 47 NBA-Spiele. Zu seinen großen Stärken zählten sein Dreipunktewurf und das Herausarbeiten eigener Würfe.

## Werdegang

### NCAA
Allan Ray wurde mit der Schulmannschaft der St. Raymond High School Meister des US-Bundesstaates New York. Der damalige Coach der Villanova Wildcats, Jay Wright, gewann Ray für seine Mannschaft. Bereits in seiner zweiten Saison als Sophomore war Ray mit 17,3 Punkten pro Spiel bester Korbschütze seiner Mannschaft. Das war er auch in seinem Junior-Jahr, bevor er in seiner Senior-Spielzeit mannschaftsintern von Randy Foye abgelöst wurde, mit dem er gemeinsam in das All-First Team der Big East Conference der NCAA gewählt wurde.
Während des 2006 Big East Tournaments zog sich Allan Ray eine Augenverletzung zu. Beim Halbfinalspiel gegen Pittsburgh wurde er von einem Gegenspieler am rechten Auge getroffen und verlor auf diesem kurzzeitig das Sehvermögen. Im Nachhinein stellte sich heraus, dass es sich nur um eine leichte Gewebeverletzung handelte. Auch das Sehvermögen des Auges kam nach kurzer Zeit wieder.

### Profikarriere
Allan Ray nahm 2006 an der NBA-Draft 2006 teil, wo er jedoch entgegen den Erwartungen ohne Berücksichtigung blieb und nicht ausgewählt wurde. Er unterschrieb dennoch einen Vertrag bei den Boston Celtics und wurde in deren Farmteam Austin Toros in die NBA Development League geschickt. In den ersten beiden Spielen der Toros überzeugte Ray als bester Korbschütze der Mannschaft und wurde von den Celtics zurückgerufen, um in der NBA zu spielen. Dort verbesserte er sich kontinuierlich und erzielte in den letzten beiden Monaten der Saison einmal 22, 20, 18 und 17 Punkte und war unter allen Rookies der viertbeste Dreipunktschütze mit einer Trefferquote von 41,4 Prozent. Trotzdem wurde Ray am Ende der Spielzeit aus seinem Vertrag entlassen.
Ray wechselte daraufhin 2007 zu Lottomatica Virtus Rom in die italienischen Lega Basket Serie A. Mit dem Verein spielte er zugleich im höchsten europäischen Vereinswettbewerb EuroLeague. Während man in den folgenden beiden Spielzeiten im europäischen Wettbewerb jeweils die zweite Runde der 16 besten Mannschaften erreichte, wurde Rays Vertrag beim Vizemeister 2008 im Januar 2009 aufgelöst, worauf er anschließend zum Ligakonkurrenten und Aufsteiger Carife aus Ferrara wechselte, mit dem er jedoch den Einzug in die Play-offs um die italienische Meisterschaft verpasste. Nach einer Knieverletzung musste Ray die gesamte Spielzeit 2009/10 pausieren, bevor er zur Saison 2010/11 einen neuen Vertrag bei Sutor Basket aus Montegranaro ebenfalls in der Serie A bekam. Der Verein verpasste jedoch den erneuten Einzug in die Play-offs um die Meisterschaft und erreichte nur mit einem Sieg Vorsprung vor den Abstiegsplätzen den 13. Tabellenplatz.
Nach einem vierwöchigen Vertrag im November 2011 beim vormaligen slowenischen EuroChallenge-Sieger KK Krka aus Novo mesto spielte Allan Ray ab Dezember 2011 für Élan Béarnais Pau-Orthez in der französischen LNB Pro A. Der mehrfache französische Meister und ehemalige Korać-Cup-Gewinner erreichte jedoch nach sieben Saisonsiegen nur den vorletzten Tabellenplatz und stieg erneut aus der höchsten Spielklasse ab. Im August 2012 nahm der deutsche Erstligist Ratiopharm Ulm Allan Ray für ein Jahr unter Vertrag, wo er Isaiah Swann ersetzte, der die Ulmer zuvor als bester Korbschütze angeführt hatte. Während er im zweitwichtigsten europäischen Vereinswettbewerb Eurocup 2012/13 mit dem deutschen Vizemeister die K.-o.-Spiele im Viertelfinale erreichte und damit den größten internationalen Erfolg des Vereins, schied man in der deutschen Meisterschaft diesmal bereits in der Halbfinalserie aus. Ray nahm für Ulm an 40 Bundesligaspielen teil und kam auf einen Mittelwert von 11,8 Punkten. Anschließend wurde Rays Vertrag in Ulm nicht verlängert und er schloss sich Anfang Oktober 2013 dem Club Sagesse aus Beirut in der libanesischen Division A an. Noch vor Saisonbeginn im Nahen Osten stieg er aus diesem Vertrag aus und unterschrieb beim kroatischen Pokalfinalisten KK Cedevita aus Zagreb, mit dem er in der ABA-Liga sowie im Eurocup spielte. Er wurde mit der Mannschaft kroatischer Meister.
Ende Juli 2014 nahm Virtus Bologna den US-Amerikaner unter Vertrag. Mit 16,9 Punkten je Begegnung erzielte Ray im Spieljahr 2014/15 mannschaftsintern den besten Wert. Er spielte anschließend ebenfalls in Italien für APU Udinese und im Frühling 2017 kurz für den türkischen Erstligisten TED Ankara Kolejliler SK. Im Spieljahr 2017/18 stand Ray zeitweise beim Byblos SC im Libanon sowie im Frühjahr 2019 bei den Boca Juniors in Argentinien unter Vertrag.
Ray blieb beruflich im Basketballgeschäft und wurde als Spielervermittler tätig.